# Dieta mediteraneeană
Dieta mediteraneeană este o dietă caracteristică zonei mediteraneene, bazată pe consumul de legume, zarzavaturi, fructe proaspete sau uscate, pește, ulei de măsline, vin în cantități moderate și care, conform Organizației Mondiale a Sănătății (OMS), este o dietă sănătoasă și de calitate. Pe 16 noiembrie 2010, UNESCO a trecut acest tip de dietă în lista patrimoniului cultural mondial nematerial. Cererea pentru declararea ei ca bun al patrimoniului UNESCO a fost depusă în luna iunie 2007 de către guvernele Spaniei, Greciei, Italiei și Marocului în comun.

## Beneficii
Beneficiile dietei mediteraneene asupra sănătății umane au fost dovedite de nenumărate ori, de-a lungul timpului, de către oamenii de știință. Dieta are un aport benefic în evitarea bolilor cardiovasculare, a celor metabolice și endocrine, a bolilor digestive și în prevenirea apariției tumorilor. Aceste beneficii sunt datorate consumului de pește, în special cel gras, bogat în acizi grași omega 3, al uleiului de măsline care duce la scăderea colesterolului în sânge, al oțetului și al vinului, mai ales al celui negru, care este bogat în antioxidanți, dar care, din cauza nocivității alcoolului, trebuie consumat cu moderație și doar în timpul mesei.
Monica Dinu, câștigătoare a premiului Gianvincenzo Barba al Societății Italiene de Nutriție Umană, susține că această dietă este universal recunoscută drept optimă pentru sănătate.